# Jun Endo
Jun Endo (遠藤 純, Endo Jun, Fukushima, 24 mei 2000) is een Japans voetbalster die als middenvelder speelt bij Nippon TV Beleza.

## Clubcarrière
Endo begon haar carrière in 2018 bij Nippon TV Beleza. Met deze club werd zij in 2018 en 2019 kampioen van Japan.

## Interlandcarrière
Endo nam met het Japans nationale elftal O17 deel aan het WK onder 17 in 2016. Japan behaalde zilver op het wereldkampioenschap. Endo nam met het Japans nationale elftal O20 deel aan het WK onder 20 in 2018. Japan behaalde goud op het wereldkampioenschap.
Endo maakte op 27 februari 2019 haar debuut in het Japans vrouwenvoetbalelftal tijdens een wedstrijd om de SheBelieves Cup tegen Verenigde Staten van Amerika. Zij nam met het Japans elftal deel aan het WK 2019. Ze heeft 12 interlands voor het Japanse elftal gespeeld.

## Statistieken
| Japans vrouwenvoetbalelftal | Japans vrouwenvoetbalelftal | Japans vrouwenvoetbalelftal |
| Jaar                        | Wed.                        | Dlp.                        |
| --------------------------- | --------------------------- | --------------------------- |
| 2019                        | 12                          | 0                           |
| Totaal                      | 12                          | 0                           |